# Fidelcino Tolentino
Fidelcino Tolentino (Santo Anastácio, 18 de agosto de 1937) é um advogado e político brasileiro, que foi vereador, deputado estadual e duas vezes prefeito do município de Cascavel, Oeste do Paraná.

## Histórico
Nasceu em 1937, no município paulista de Santo Anastácio. Formado em Direito, mudou-se para Cascavel onde ingressou na política. Foi eleito vereador e posteriormente Deputado Estadual pelo PMDB. Em 1983 foi eleito prefeito do município. 
Voltou ao cargo de prefeito em 1993, Em 1996, ao fim deste mandato, abandonou a política.

## Principais realizações
Em suas duas gestões como prefeito, concluiu o Terminal Rodoviário, construiu o Cemitério do Guarujá.[carece de fontes?]